# Campagna V13 R
Campagna V13 R – trójkołowy samochód sportowy klasy subkompaktowej produkowany przez kanadyjskie przedsiębiorstwo Campagna od 2008 roku.

## Historia i opis modelu

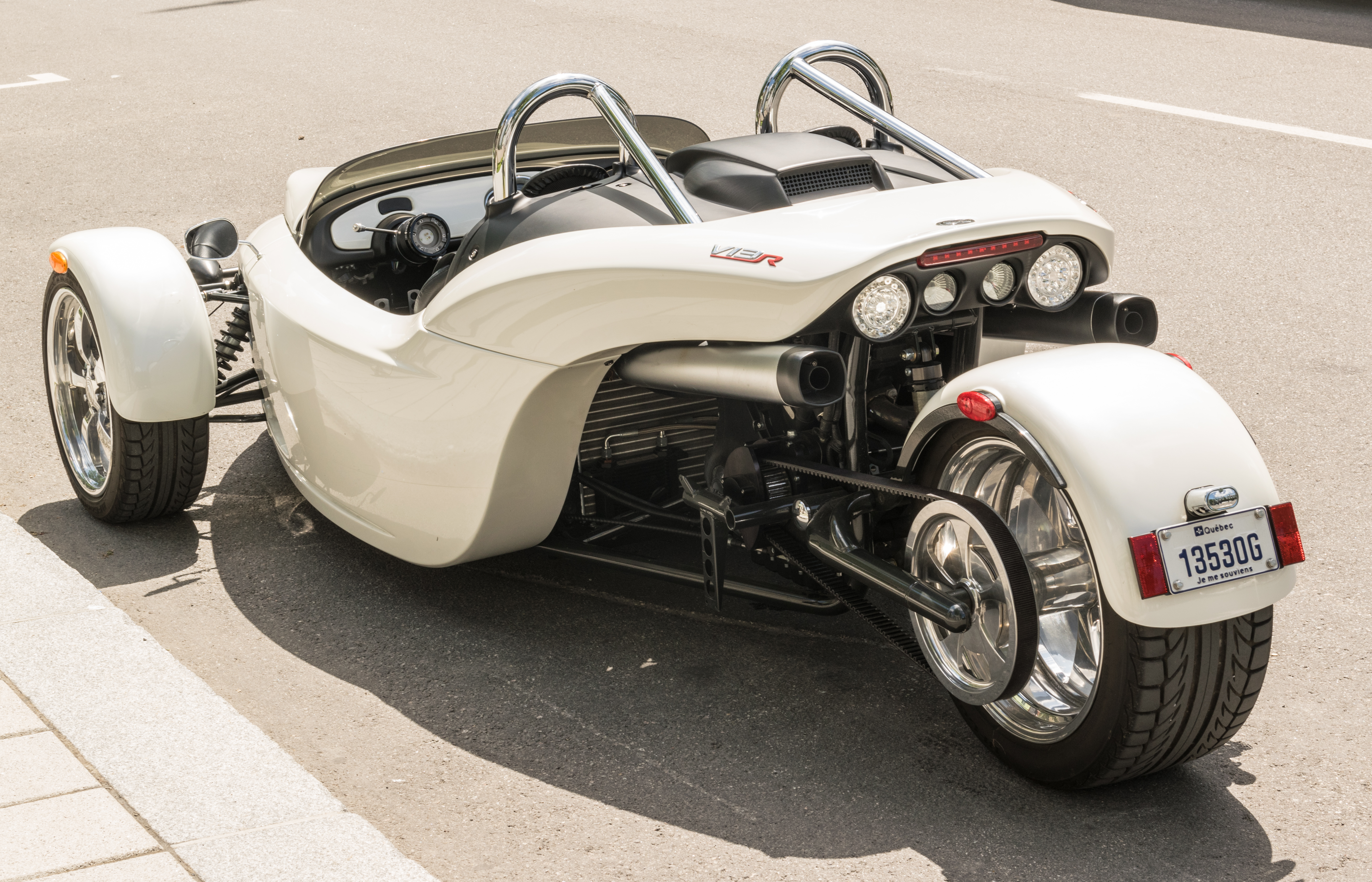
Campagna T-Rex – tył

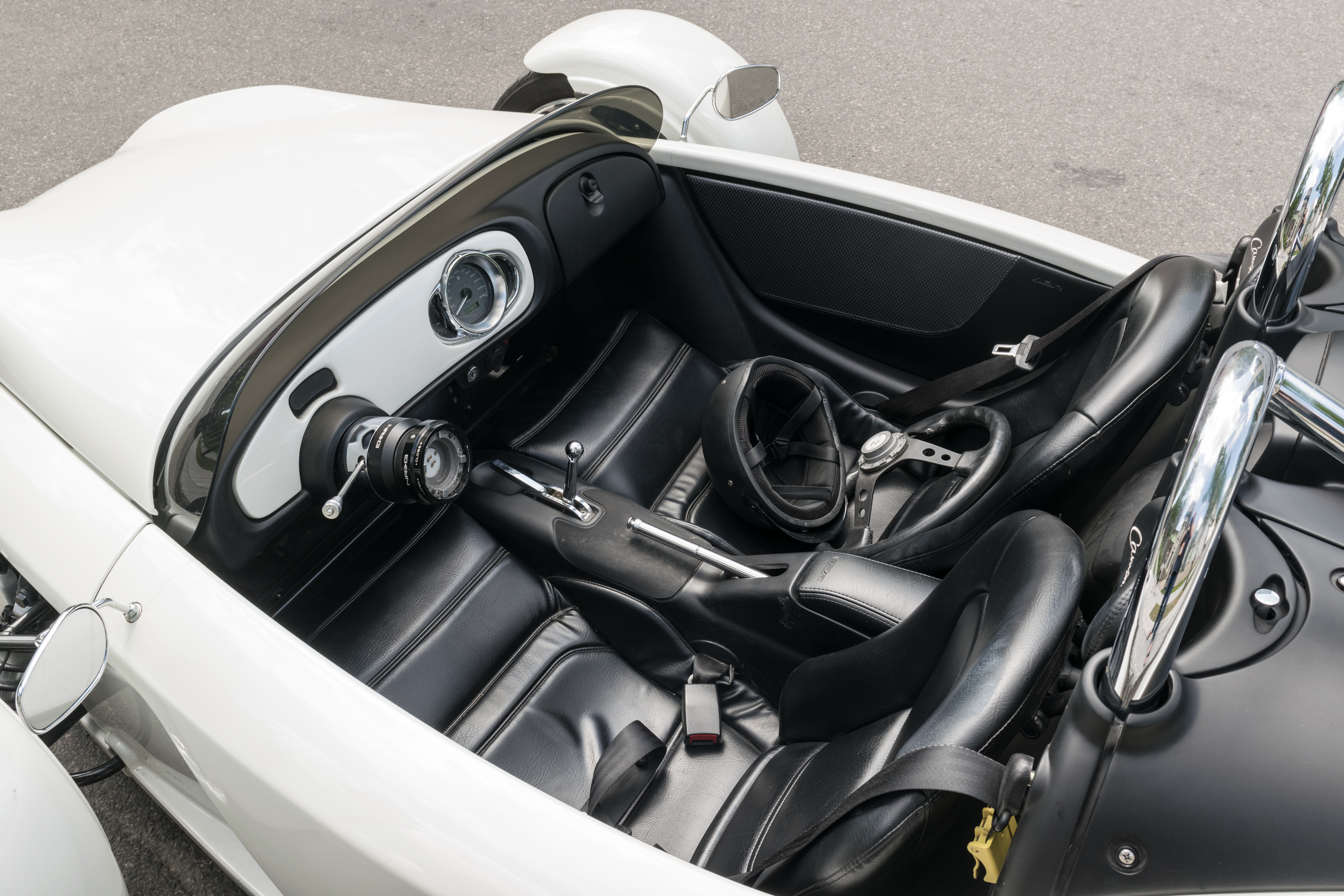
Campagna T-Rex Aero 3S

Model V13 R poszerzył portfolio firmy Campagna tuż po wznowieniu działalności, które zapewnili przedsiębiorcy w 2008 roku w reakcji na ogłoszenie upadłości przez dotychczasowych właścicieli. Podobnie jak dotychczas produkowany model Campagna T-Rex, samochód przyjął postać trójkołowca łączącego cechy lekkiego samochodu sportowego z otwartym nadwoziem i motocykla.
Kabina pasażerska pomieściła dwójkę pasażerów z dedykowanymi nim kubełkowymi fotelami, a podobnie jak w przypadku modelu Campagna T-Rex do sterowania pojazdem korzystającym z komponentów motocykla wykorzystano bliższe samochodom koło kierownicy i pedały, a dla kontrastu – zegary dostarczone przez firmę Harley-Davidson. Kokpit został przystosowany do jazdy w deszczu dzięki wodoodporności.
Jednostkę napędową dostarczyła firma motocyklowa Harley-Davidson. Przenosząca napęd na pojedyncze tylne koło rozwinęła moc 122 KM i 115 Nm maksymalnego momentu obrotowego, oferując sprint od 0 do 100 km/h w 4,5 sekundy.

### Sprzedaż
Campagna V13 R trafiła do sprzedaży tuż po premierze w 2008 roku zarówno na rodzimym rynku kanadyjskim, jak i regionach zagranicznych na czele m.in. z sąsiednimi Stanami Zjednoczonymi.

### Silnik
- R4 1.4l V-Twin 122 KM